# Margaret Llewelyn Davies
Margaret Llewelyn Davies (Londra, 16 ottobre 1861 – Dorking, 28 maggio 1944) è stata una scrittrice, saggista e attivista britannica, segretaria generale della Co-operative Women's Guild dal 1899 al 1921. Durante il suo mandato la Co-operative Women's Guild (CWG) divenne molto attiva politicamente.

## Biografia
Margaret Llewelyn Davies, ultima di sette fratelli, fu l'unica figlia femmina di John Llewelyn Davies (1826–1916), un socialista cristiano, per molti anni reverendo della Chiesa Cattolica di Marylebone, Londra, e in seguito di Kirkby Lonsdale, Westmorland, e di Mary Crompton, figlia di sir Charles John Crompton, giudice della Corte Suprema inglese.
Frequentò il Queen's College di Londra, e il Girton College di Cambridge, alla cui fondazione aveva contribuito la zia (Sarah) Emily Davies.
Margaret Llewelyn Davies ricevette un'educazione insolita, quando era piccola i suoi genitori facevano parte di movimenti radicali intellettuali. Il padre fu membro del Trinity College e nemico dichiarato della povertà e della diseguaglianza, attivo nei gruppi della Christian Socialist, e coinvolto nel nascente movimento della cooperazione. Anche alcuni parenti erano attivi politicamente, specialmente nella causa del suffragio femminile.
Il secondo dei fratelli di Margaret era Arthur Llewelyn Davies, un avvocato sposato con Sylvia du Maurier (1866 – 1910) da cui ebbe cinque figli: George (1893–1915), Jack (1894–1959), Peter (1897–1960), Michael (1900–1921), e Nicholas (1903–1980).
Da questi ultimi trasse ispirazione lo scrittore e drammaturgo J. M. Barrie per i personaggi delle sue opere. Tra questi è in particolar modo divenuto famoso il personaggio di Peter Pan che si ispira a Michael.
Dopo Cambridge, Margaret Llewelyn Davies tornò a Marylebone dove si occupò di volontariato come ispettrice sanitaria.

## Attività politica e sociale
Margaret Llewelyn Davies, mossa dall'idealismo dell'ambiente familiare e dal libro, letto nel 1886, On Labour di William Thomas Thornton, decise di aderire alla Co-operative Guild, associazione fondata nel 1883. Nel 1888, insieme all'amica Rosalind Mary Shore Smith, diede il via ad una ricerca di metodi di compartecipazione agli utili. Nel 1889 assunse la guida dell'associazione. L'elezione di Davies come segretaria generale ha segnato un momento di svolta per la storia dell'organizzazione; con il suo impegno infatti ha dato il via ad un'era senza precedenti di crescita e successo per la CWG. Durante i suoi anni di servizio, la CWG divenne l'organizzazione portavoce delle istanze delle donne di differenti classi sociali, delle donne non sposate e delle donne lavoratrici. Davies sviluppò un ideale democratico privo di disuguaglianze, rivoluzionario e senza precedenti.
Alla fine del 1890 il movimento di emancipazione femminile ottenne un maggiore supporto dalla popolazione rispetto agli anni precedenti. Nel 1892 la CWG fondò lo "Special Appeal Committee" (Commissione d'appello speciale), per respingere la richiesta anti-suffragista di esclusione delle donne dal voto. A questo scopo venne promossa una raccolta di firme da presentare al Parlamento tramite un Appello dalle donne di tutti i partiti e di tutte le classi. Per la prima volta l'appello fu fatto circolare anche tra le donne della classe lavoratrice, ottenendo più di 248 000 firme. Nel 1897 Davies durante la proposta di legge disse: "Noi siamo stanche di sentire che 'La mano sulla culla governa il mondo' e un momento dopo che i nostri cervelli sono comparabili a quelli dei conigli, e ci dicono [...] che le mogli dovrebbero stare a casa a pulire i pantaloni Moleskin dei propri mariti".
Davies fu un'amica di vecchia data di Leonard Trelawny Hobhouse. Nel il 1902 Hobhouse discusse con lei la possibilità dell'unione della CWG con il partito New Liberals and Labour. La CWG e il People's Suffrage Federation presieduta da Hobhouse, pubblicarono un pamphlet, Il governo del popolo, riguardante il pensionamento delle donne nel Regno Unito.
Un'altra occasione di collaborazione fra il New Liberals and Labour, le femministe e i socialisti fu il comune sostegno accordato alla richiesta di contributo economico per le donne in maternità. Margaret Llewelyn Davies in questa occasione coniò il termine "Suffragista Democratico" per designare quest'unione. In questo modo, la lotta femminile per ottenere il diritto di voto si trasformò in un movimento di massa per il suffragio.
Davies apparteneva ad un circolo che includeva eminenti personaggi come i Coles, i Woolf, i Webb, Bertrand Russell, Keir Hardie e Ramsay MacDonald. A livello storiografico sono poche le notizie su di lei in quanto nutriva avversione per la pubblicità e la popolarità;
Nei suoi 32 anni di carriera non ha mai percepito uno stipendio.